# 恩切乌县
14°45′S 34°45′E / 14.750°S 34.750°E
恩切乌县（Ntcheu District）是馬拉維中部的一個縣，屬於中央區的一部分，該縣北臨代扎縣，東鄰曼戈奇县和巴拉卡縣，南毗姆萬扎縣，西接莫桑比克，面積3,424平方公里，人口474,464。